# Lista över artister som uppträtt på Putte i Parken
De artister som uppträtt på Putte i parken.

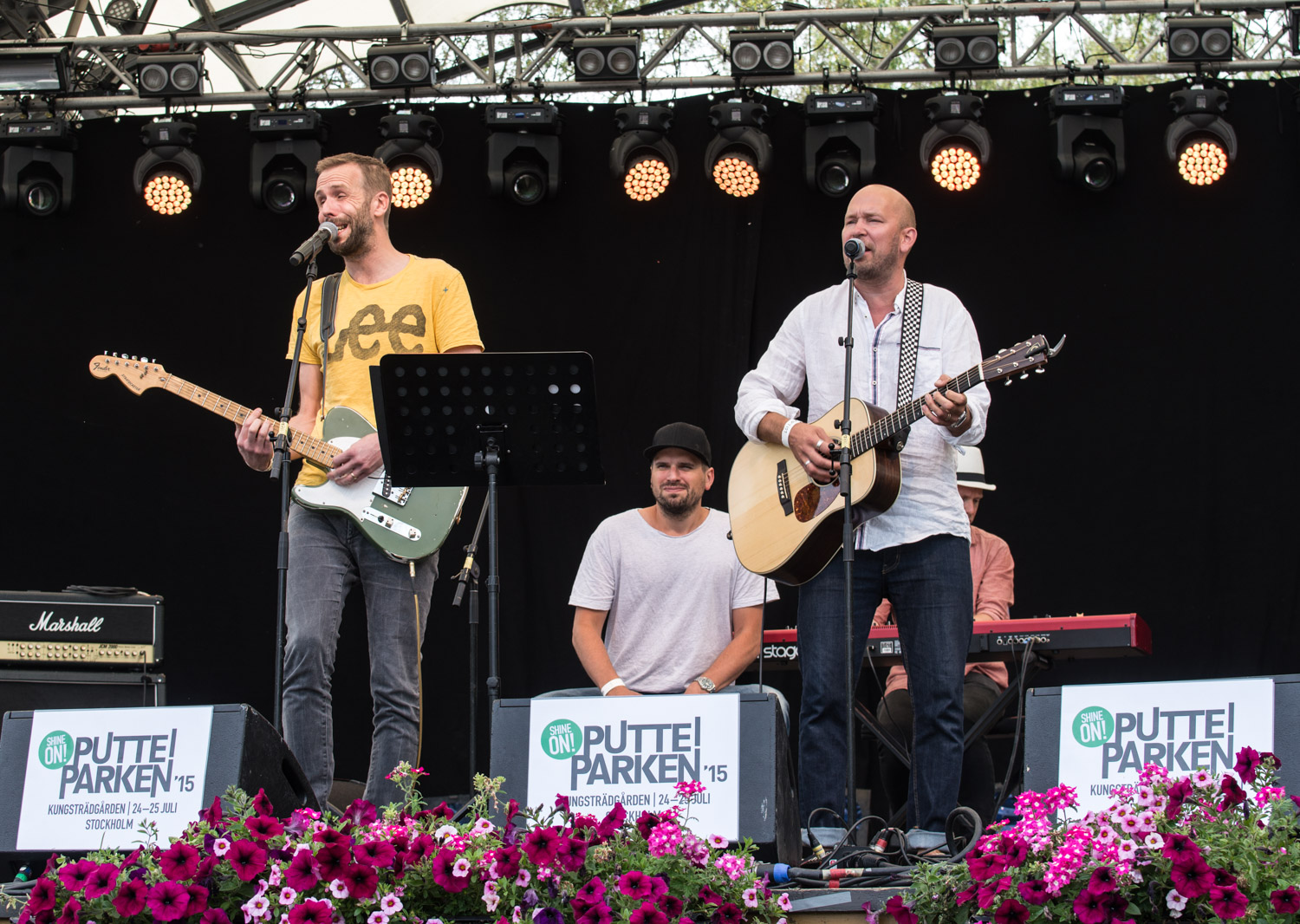
Johan Östling och Björn Starrin på musikfestivalen Putte i Parken i Kungsträdgården i Stockholm i juli 2015.

## 2008
| - Adam Tensta - Anna Järvinen - Christian Kjellvander - Eldkvarn - Familjen - Fibes, Oh Fibes! - Florence Valentin - Hardcore Superstar - Hellsongs | - Hoffmaestro & Chraa - Håkan Hellström - Hästpojken - La Puma - Lillasyster - Magnus Uggla - Maia Hirasawa - Markus Krunegård - Mustasch | - Neverstore - Niccokick - Petter - PUGH - Salem Al Fakir - Sirqus Alfon - Soilwork - Sugarplum Fairy | - Teddybears STHLM - The Scams - The School - The Soulshake Express - The Soundtrack of Our Lives - Those Dancing Days - Timo Räisänen - Turbonegro |

## 2009
| - A Camp - Alice In Videoland - Anna Ternheim - Babian - Backyard Babies - Bob hund - Bullet - Caroline af Ugglas - Deathstars - Deportees - Detektivbyrån - Dundertåget | - Fatboy - Hassle - Hello Saferide - Hoffmaestro & Chraa - I are droid - Joe Gideon & The Sharks - John ME - Johnossi - Kristian Anttila - Lasse Lindh - Lillasyster - Looptroop Rockers | - Lorentz & M. Sakarias - Melody Club - Mikael Wiehe - Millencolin - Misconduct - Moneybrother - Official Secrets Act - Parken - Perssons pack - Pilgrimz - Sahara Hotnights - Shotgun Crackers | - Simon Norrsveden - Slagsmålsklubben - Sonic Syndicate - Stalingrad Cowgirls - The (International) Noise Conspiracy - The Birthday Massacre - The Durango Riot - The Last Republic - Thåström - Timbuktu - Ulf Lundell - Vapnet |

## 2010
| - Adept - Amanda Jenssen - Andreas Grega - Bad Poetry Band - Billie the Vision and the Dancers - Bruket - Carolina Wallin Pérez - Corroded - D-A-D - Danko Jones - Docenterna - Europe - Hoffmaestro & Chraa | - Hästpojken - Ingenting - Invasionen - Kalle Baah - Kapten Röd - Kashmir - Kite - Kristoffer Ragnstam - Lillasyster - Maskinen - Masshysteri (inställt) - Melissa Horn - Mixtapes & Cellmates | - Monty - N*E*R*D (inställt) - Name The Pet - Neverstore - Oskar Linnros - Petter - Public Image Ltd. - Royal Republic - Satan Takes A Holiday - Skilla - Skinny Puppy - Takida - Teddybears | - The Ark - The Baboon Show - The Bloody Beetroots - The Haunted - The Hives - The Knockouts - The Mary Onettes - The Sounds - This Is Head - Timo Räisänen - Tomas Andersson Wij - Val and The Bitches |

## 2011
| - Alexis Weak - Amy's Ashes - Armand Mirpour - BigBang - Blindside - Bob hund - Coldspell - Dan Hylander - Daniel Adams-Ray - Dead by April - Den Svenska Björnstammen - Dia Psalma - Electric Boys - Far East Movement | - Graveyard - Håkan Hellström - Her Bright Skies - Kajsa Grytt - Kesha - Lilla Sällskapet - Little Marbles - Looptroop Rockers - Manic Street Preachers - Marcus Price & Carli - Maskinen - Me And My Army - Miike Snow (DJ set) - Miss Li | - Monster Magnet - Movits! - MRTN - Nationalteatern - Paramore - Pendulum - Peter Bjorn and John - Pouppée Fabrikk - Rasmus Seebach - Rebecca & Fiona - Rival Sons - Sator - Slagsmålsklubben - Spirits of the Dead | - Stefan Sundström - Stures dansorkester - Style of Eye - Syket - Syster Sol - The Ark - The Concretes - The Durango Riot - The Wombats - Those Dancing Days - Tove Styrke - Treadstone - Veronica Maggio |

## 2012
År 2012 presenterade festivalen ett klubbprogram, vilket innebar ett samarbete med lokala klubbar och arrangörer. Artister som ingick i festivalens utbud spelade hos de medverkande aktörerna Tempel, Båten, Glada Ankan, Röda Rummet, Pace och Nöjesfabriken. Även P3 Sommarsession befann sig på festivalen med ett antal artister.
| - Alina Devecerski (P3 Sommarsession & Tempel) - Albin Meyers - Ane Brun - Bara På Låtsas - Caotico (Tempel) - Chris Cornell - Damien - David Tort - Den Svenska Björnstammen - Deportees - Dimitri Vangelis & Whyman - Disfunktion - El Padre - Eli 'Paperboy' Reed - Ennead - Exiles - Factory Brains (Glada Ankan) - Familjen - Fibes, Oh Fibes! (Röda Rummet) | - Flogging Molly - Freddie Wadling - Gavin Degraw - Gnucci Banana (Tempel & Röda Rummet) - Graveyard - Hank Williams III - In Spite - Inferior - Jakob Hellman & Nerverna - Joey Massa - John Moose (Båten) - Jonas Lundqvist (Båten) - Jonathan - Kapten Röd - Kent - Kriget (Båten) - Lars Winnerbäck - Lilla Sällskapet (Pace) - Linnea Olsson | - Lunde Bros. - L-Wiz (Nöjesfabriken) - Lyndon Seven - Markus Krunegård - Masquer (Pace) - Melissa Horn - Mrtn (Tempel) - Murkage - Nause (Nöjesfabriken) - Noonie Bao - Panetoz (P3 Sommarsession) - Robert Francis - Rough Diamond Club (Båten) - Räfven - Samling - Satan Takes A Holiday (Glada Ankan) - Seether - Side Effects (Glada Ankan) | - Simian Ghost (Röda Rummet) - Sircuz & Birds Eye - Slagsmålsklubben - Streets Of Mars - Style of Eye - Swanky Tunes - The Soundtrack Of Our Lives - Thåström - Tiger Bell - Tinie Tempah - Timbuktu - Tomas Stenström (Båten) - Vånna Inget (Båten) - Vulkan (Båten) - Wayne & Woods (Tempel) - Weeping Willows - Winhill/Loosehill (Båten) - Young Guns |

## 2013
| - AC4 - Agent Side Grinder - Amanda Jenssen - Bara På Låtsas - Bottled in England - Britta Persson - Bröderna Lindgren - Browsing Collection - Discoteka Yugostyle - FastPoHolmen - Free Fall - French Films - Gain Eleven - Hardcore Superstar - Heading Back Home - Holograms - Håkan Hellström - Hästpojken | - IAMX - Icona Pop - Incarnit - Johan Johansson & Världens Bästa Jävla Band - Johnossi - Last Aid - La Roux - Lé Betre - Lillasyster - Looptroop Rockers - Lorentz & Sakarias - Lune - Maskinen - Miles Kane - Miriam Bryant - Movits! - Neverstore | - Nocturnal - Nordpolen - Näääk & Nimo - Oh Mothership - Oskar Linnros - Paint Every Day Orange - Panda da Panda - Pelikhan - Pompejius - Propagandhi - Pugh Rogefeldt - Rebecca & Fiona - Reveal - Riddarna - Ruins - Scooter - Shout Out Louds | - Sparzanza - Spectroscope - Stor - Svenska Akademien - The Black Crowes - The Born - The Darkness - The Fantastic People - The Nomads - The Ryot - The Sounds - Timo Räisänen - Tove Lo & Miriam Bryant - Ulf Lundell - Uncle Acid & The Deadbeats - Urban Cone - Victor & The Blood |